# Red Star Defence Forces FC
El Red Star Defence Forces Football Club és un club de futbol de la ciutat de Anse aux Pins, Seychelles.
L'any 1993 va ser fundat el club Red Star FC de la ciutat d'Anse aux Pins, després de desfer-se la fusió entre Anse-aux-Pins FC i St Michel United FC. Fou campió del país en dues ocasions. L'any 2016, jugant a tercera divisió, es fusionà amb SPDF FC, que havia ascendit a primera, formant Red Star Defence Forces.

## Palmarès
- Lliga seychellesa de futbol:[3]

1998, 2001
- Copa seychellesa de futbol:[4]

1995, 1996, 1999, 2004